# Ishania relativa
Ishania relativa là một loài nhện trong họ Zodariidae.
Loài này thuộc chi Ishania. Ishania relativa được Rudy Jocqué & Léon Baert miêu tả năm 2002.